# Доллежаль, Николай Антонович
Николай Антонович Доллежа́ль (27 октября 1899, Омельник — 20 ноября 2000, Москва) — советский учёный-энергетик, конструктор ядерных реакторов, профессор. Академик АН СССР (1962; член-корреспондент 1953). Дважды Герой Социалистического Труда (1949, 1984). Лауреат трёх Сталинских (1949, 1952, 1953), Ленинской (1957) и двух Государственных премий СССР (1970, 1976).
Труды по ядерной энергетике, тепловым установкам, компрессорам. Разработал теорию самодействующих клапанов поршневого компрессора. Главный конструктор реактора первой в мире атомной электростанции.

## Биография
Родился 27 октября 1899 года в семье земского инженера-путейца Антона (Отто) Фердинандовича Доллежаля (1874—1946), чеха по происхождению в селе Омельник (ныне Запорожская область, Украина) и Варвары Владимировны Доллежаль (урожд. Буницкой; 1878—1946), которая была родом из Екатеринослава. Дед Николая Антоновича, Фердинанд Доллежаль приехал из Австро-Венгрии в середине XIX века и работал на строительстве Одесской железной дороги. В семье было трое детей — Владимир, Николай, Ольга (род. в 1901).
С 1913 года жил в Подольске, куда переехала семья: дядя (брат отца) был управляющим Подольского цементного завода Московского акционерного общества Станислава Максимилиановича Паутынского, на этом же заводе в должности главного инженера стал работать Антон Фердинандович. Семья Доллежалей жила в главном доме усадьбы Плещеево под Подольском: усадьбу выкупил цементный завод у внука Надежды Филаретовны фон Мекк. В Подольске Николай Доллежаль и его брат Владимир учились в реальном училище (позже получившее имя Доллежаля). Братья Доллежали увлекались музыкой — Николай играл на рояле, а Владимир на скрипке.
В 1917 году поступил в МВТУ и в 1923 году окончил его по специальности инженера-механика. В 1925—1930 годах работал в проектных организациях.
В 1929 году стажировался в Европе (в Германии, Чехословакии, Австрии). Вскоре после возвращения, в октябре 1930 года был арестован органами ОГПУ СССР и находился полтора года в тюрьме под следствием. Обвинялся в связях с «вредителями», арестованными по делу «Промпартии». В январе 1932 года освобождён без предъявления обвинения. Работал в одной из первых советских «шарашек»: с января 1932 по октябрь 1933 года в особом конструкторском бюро № 8 технического отдела ОГПУ заместителем главного инженера.
После перешёл в «Гипроазотмаш» (Ленинград) техническим директором (зам. директора по научной части). В то же время был назначен заведующим кафедрой химического машиностроения в Ленинградском политехническом институте.
В октябре 1934 года переведён на работу в «Химмаштрест» (Харьков) главным инженером и заместителем управляющего. В апреле 1935 года назначен членом Технического совета при Наркомате тяжёлой промышленности, в ноябре того же года — главным инженером завода «Большевик» (Киев), откуда в июне 1938 года переведён в «Главхиммаш» (Москва) заместителем главного инженера.
В декабре 1938 года перешёл на работу в научно-исследовательский институт «ВИГМ», где проработал до июля 1941 года. С этого времени по сентябрь 1942 года — главный инженер Уральского завода тяжёлого машиностроения (Свердловск).

## Атомный проект
В 1943 году возглавил НИИ химического машиностроения. С 1946 года Доллежаль и его НИИ были привлечены к советскому атомному проекту, проектируя первые промышленные ядерные реакторы для производства оружейного плутония («агрегаты А», «АИ») — водографитовые установки с вертикальным расположением графитовых колонн и каналов водяного охлаждения. После успешных испытаний атомной бомбы летом 1949 года приступил к разработке энергетических реакторов для корабельных установок. В 1950 году в НИИхиммаше создано СКБ-5, которое под руководством Н. А. Доллежаля начинает разработку конструкции реактора для первой в мире АЭС. Заместителями Н. А. Доллежаля как главного конструктора были назначены: по физическим вопросам — профессор Д. И. Блохинцев, по инженерным вопросам — инженер Б. М. Шолкович. Пуск АЭС состоялся 27 июня 1954 года. В 1954 году под руководством Н. А. Доллежаля был разработан первый проект реакторной установки для подводных лодок, водо-водяной схемы. В том же году вступила в строй первая в мире АЭС в Обнинске, сердцем которой был «агрегат АМ» — первый в СССР канальный ядерный реактор (водографитовой схемы).
В 1952 году Доллежаль возглавил «Специальный институт», он же НИИ-8 (нынешний НИКИЭТ), созданный для конструирования реакторов всех типов, и руководил им 34 года. Институт Доллежаля проектировал реакторы всех основных типов — энергетические, промышленные, исследовательские. В 1958 году был пущен в эксплуатацию двухцелевой реактор ЭИ-2 (Сибирская АЭС) — вырабатывавший энергию в промышленных масштабах и оружейный плутоний. В 1964, 1967 годах пущены реакторы серии АМБ Белоярской АЭС — первой «большой» АЭС в советской энергетике. Впоследствии институт Доллежаля и институт Курчатова совместно создали двухцелевые (позже чисто энергетические) реакторы РБМК.
В 1961 году Доллежаль создал «ядерную» кафедру «Энергетические машины и установки» в МВТУ и руководил ею 25 лет.

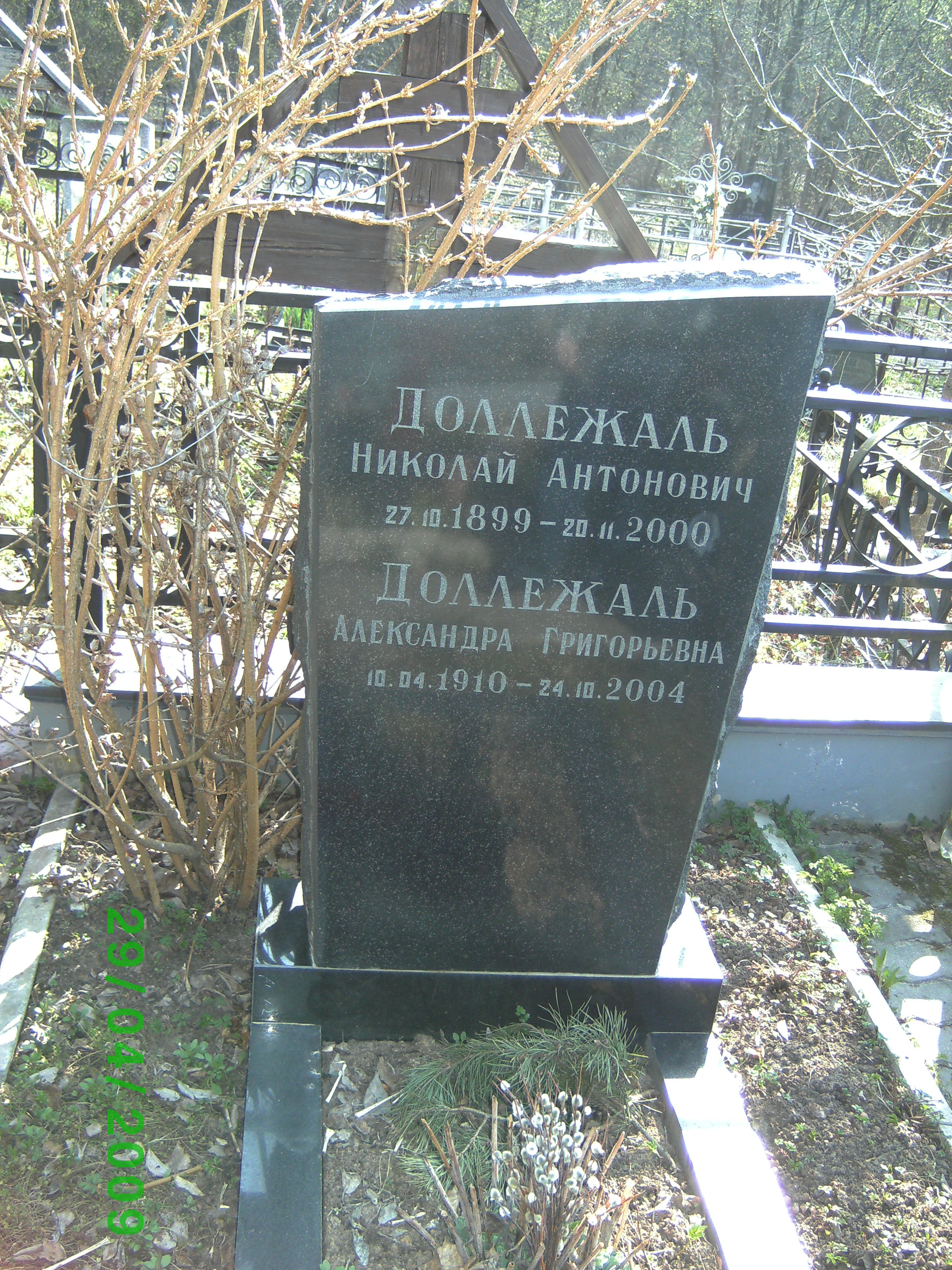
Могила Н. А. и А. Г. Доллежалей

Н. А. Доллежаль умер 20 ноября 2000 года. Похоронен на кладбище села Козино Московской области.

## Награды
- Сталинская премия первой степени (1949) — за исключительные заслуги перед Государством в области строительства и организации отечественной атомной промышленности и успешное руководство работой по созданию советского атомного оружия
- Сталинская премия второй степени (1952) — за разработку конструкции и освоение производства мощных компрессоров высокого давления
- Сталинская премия первой степени (1953) — за расчётные и экспериментальные работы по созданию реакторов для производства трития
- Ленинская премия (1957) — за создание Обнинской АЭС[10][11]
- Государственная премия СССР (1970) — за создание Белоярской АЭС имени И. В. Курчатова
- Государственная премия СССР (1976)
- дважды Герой Социалистического Труда (1949, 1984)
- шесть орденов Ленина
- Орден Октябрьской Революции
- Орден Трудового Красного Знамени
- Орден Красной Звезды
- Орден «За заслуги перед Отечеством» II степени (1999) — За заслуги перед государством, выдающийся вклад в развитие атомной промышленности и в связи со 100-летием со дня рождения[12]
- Золотая медаль имени И. В. Курчатова РАН (2000)

## ЧАЭС
Доллежаль выступал против строительства АЭС этого типа в густонаселённых районах СССР, Александров - за.
Специалист в области ядерной энергетики Борис Григорьевич Дубовский считал, что Доллежаль лично является настоящим виновником аварии и активно публиковал своё мнение в печати. Такого же мнения придерживался министр среднего машиностроения СССР Л. Д. Рябев.
В докладе МАГАТЭ об аварии на ЧАЭС имя Доллежаля не упоминается.

## Семья
Жена — Александра Григорьевна Доллежаль (1910—2004)
Дочь — Наталья Николаевна Доллежаль, директор регионального общественного благотворительного фонда помощи одаренным студентам музыкальных учебных заведений «Фонд М. Л. Растроповича». Её муж — Иван Викторович Вавилов, священник. Сын Виктора Сергеевича Вавилова, внук академика С.Вавилова.
Брат — Доллежаль Владимир Антонович

## Память

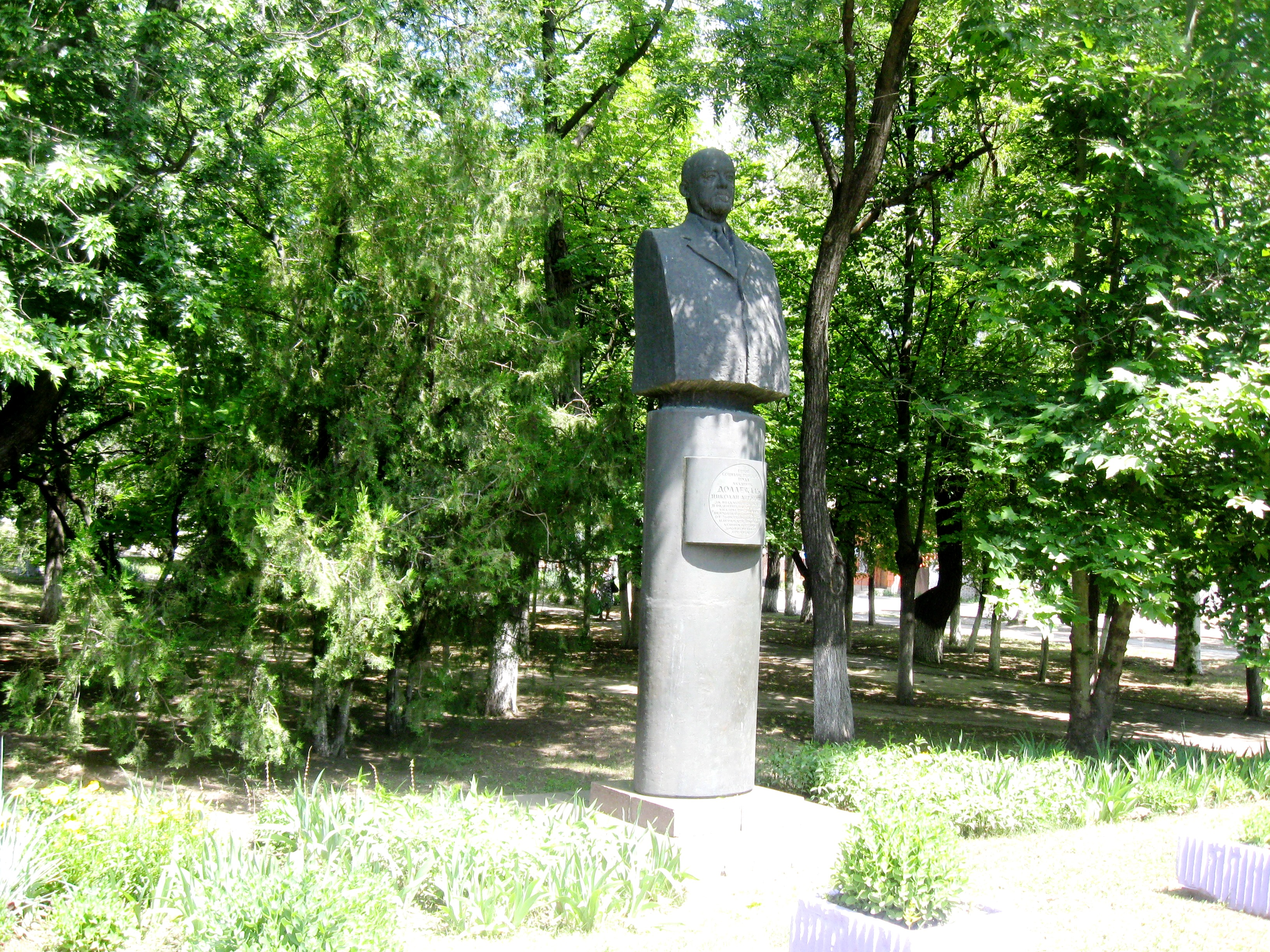
Памятник Н. А. Доллежалю в Орехове, 2020 год

- Имя присвоено Научно-исследовательскому и конструкторскому институту энерготехники.
- В сентябре 2018 года в Красносельском районе Москвы перед зданием института НИКИЭТ имени Н. А. Доллежаля была образована площадь, получившая имя Доллежаля[18], а 30 октября 2019 года на площади был открыт бюст учёного[19].
- Имя Н. А. Доллежаля в 2010 году получила улица в Подольске в микрорайоне «Кузнечики»[20].
- Имя Н. А. Доллежаля получил лицей № 1 Подольска (бывшее реальное училище), где до 1917 учился Доллежаль[21].
- Премия Минатома России имени Н. А. Доллежаля[22].
- 18 марта 2003 года в честь Н. А. Доллежаля назван астероид 10261 Nikdollezhal', открытый в 1974 году советским астрономом Л. В. Журавлёвой.
- В городе Орехов Запорожской области был установлен бюст учёного.
- 25 октября 2024 года в честь 125-летия со дня рождения Н.А. Доллежаля в обращение вышла почтовая марка[22].